# Unidade Móvel de Controlo e Relatório N.º 114 da RAAF
A Unidade Móvel de Controlo e Relatório N.º 114 é uma unidade de vigilância de radar e defesa aérea da Real Força Aérea Australiana (RAAF). Baseada na Base aérea de Darwin, no Território do Norte, é controlada pela Asa N.º 41, sob o Grupo de Vigilância e Resposta. A sua missão consiste em "preparar, conduzir e manter uma Gestão de Combate Aéreo e Vigilância Aérea efectiva dentro da área de responsabilidade da unidade". Foi formada durante a Segunda Guerra Mundial e participou no teatro de guerra do sudoeste do Pacífico. Depois da guerra a unidade prestou serviço na Emergência Malaia, o confronto entre a Indonésia e a Malásia durante os anos 60, e mais tarde na Guerra do Afeganistão.

## História

### Segunda Guerra Mundial

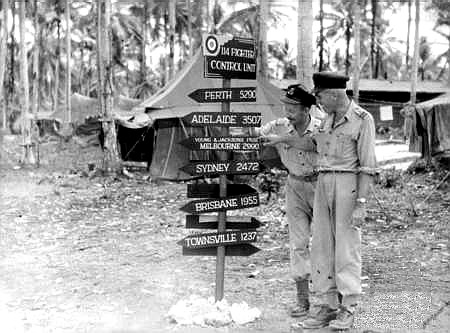
Pessoal da RAAF a examinar um sinal à entrada do Sector de Caça N.º 114 em Los Negros, Abril de 1944

A Unidade Móvel de Controlo e Relatório N.º 114 foi formada como Quartel-general do Sector de Caça N.º 14 em Camden, Nova Gales do Sul, no dia 23 de Maio de 1943, sob o comando do Comandante de asa Gordon Steege. No mês seguinte a unidade foi enviada para a Ilha Goodenough na Nova Guiné como parte da Asa N.º 71, e tornou-se uma unidade operacional no dia 27 de Junho. Controlava duas estações de radar, a n.º 401 do Exército dos Estados Unidos e a n.º 305 da RAAF. No dia 8 de Agosto a unidade foi transferida para Kiriwina, ficando sob o comando da Asa N.º 73. No dia 1 de Outubro Steege deixou o comando da unidade para chefiar a Asa N.º 73.
Responsável por controlar as baterias antiaéreas e detectar aeronaves inimigas, a unidade foi rebaptizada Sector de Caça N.º 114 no dia 18 de Outubro. A unidade obteve a sua primeira "vitória" quando, no dia 31 de Outubro, enviou um Spitfire do Esquadrão N.º 79 para interceptar um caça japonês a nordeste de Kiriwina. No dia 2 de Março de 1944 o Sector de Caça N.º 114 iniciou uma fase de transferência, juntamente com a Asa N.º 73, da Ilha Goodenough para a Ilha de Los Negros. Com a tarefa de coordenar a defesa aérea durante a Campanha das Ilhas do Almirantado, cinco dias depois foi rebaptizada como Unidade Móvel de Controlo de Caça N.º 114. Esta unidade tornou-se operacional no dia 2 de Abril e passou a controlar as estações de radar n.º 337, 340, 345, 346 e 347.
Em Janeiro de 1945 a unidade foi enviada para Brisbane, onde começou a preparar-se para participar na Libertação de Tarakan. Em Abril, com um efectivo de mais de 800 militares, e com as estações de radar n.º 167, 168, 308, 354 e 355 sob o seu comando, embarcou com destino a Morotai, nas Índias Orientais Holandesas. Daqui partiu para Tarakan, chegando com a força de invasão no dia 1 de Maio. Controlada pela Asa N.º 78 sob a Primeira Força Aérea Táctica Australiana, a unidade tornou-se operacional na ilha apenas 4 dias depois de desembarcar. Além das suas responsabilidades regulares, temporariamente ficou também responsável por manter o contacto com o quartel-general da Primeira Força Aérea Táctica Australiana em Morotai e com os comandos das Forças Aéreas do Exército dos Estados Unidos nas Filipinas, quando o equipamento pertencente à Unidade Móvel de Telecomunicações da RAAF não estava operacional em Tarakan.

### Guerra Fria e actualidade
A Unidade Móvel de Controlo de Caça N.º 114 foi rapidamente reduzida depois do fim da Segunda Guerra Mundial. Embarcou de volta para a Austrália no dia 3 de Dezembro de 1945, juntamente com a Asa N.º 78, chegando à Estação de Deniliquin, em Nova Gales do Sul, no dia 14. Ainda subordinada à asa, a unidade foi transferida para a Estação de Schofields no dia 31 de Maio e, no dia 1 de Agosto, foi novamente transferida para a Estação de Williamtown; no dia 1 de Abril de 1948, a unidade foi dissolvida. No ano seguinte, no dia 24 de Janeiro de 1949, a unidade foi reestabelecida sob a reorganizada Asa N.º 78; nesta altura a unidade, apesar de existente, não era operacional. No final de 1955, antes de ser reactivada para serviço operacional, a unidade começou a treinar, sendo rebaptizada como Unidade Móvel de Controlo e Relatório N.º 114 no dia 12 de Março de 1956. No dia 14 de Novembro foi transferida para a Base aérea de Dubbo, onde ficou como uma unidade independente.
A Unidade Móvel de Controlo e Relatório N.º 114 foi enviada para a Malásia em 1958, tornando-se operacional na Base aérea de Butterworth no dia 19 de Agosto. Na Malásia, a partir do dia 1 de Dezembro, assumiu a responsabilidade pela vigilância aérea e pelo controlo dos sistemas terrestres de intercepção, uma missão anteriormente da responsabilidade da Unidade de Sinalização N.º 487 da Real Força Aérea (RAF). A partir de Butterworth, a Unidade Móvel de Controlo e Relatório N.º 114 direccionou os caças Sabre do Esquadrão N.º 3 e do Esquadrão N.º 77, assim como os bombardeiros Canberra do Esquadrão N.º 2, nos últimos anos da Emergência Malaia. A unidade também enviou controladores aéreos destacados para a Base aérea de Ubon, na Tailândia, onde o Esquadrão N.º 79 ficou estacionado a partir de 1962. No dia 3 de Setembro de 1964, a unidade passou a estar activa 24 horas por dia para prestar apoio aos caças Sabre, armados com mísseis Sidewinder, que realizariam missões durante os confrontos entre a Indonésia e a Malásia, apesar de os aviões australianos não terem entrado em combate. Com o final dos confrontos em Agosto de 1966, a Unidade Móvel de Controlo e Relatório N.º 114 transferiu as suas responsabilidades para a RAF no dia 22 de Setembro, e no dia 31 de Outubro a unidade foi dissolvida ainda em Butterworth.
No dia 1 de Abril de 1968, na Base aérea de Amberley, em Queensland, a unidade voltou a ser reactivada, sendo equipada com o sistema automático de defesa aérea Plessey, que fazia uso do radar Westinghouse e programas de computação Marconi. Era suposto a unidade ter sido transferida de Butterworth para Amberley, contudo um problema de programação no sistema de defesa Hub Cap, encomendado em 1965, ditou que o sistema fosse fornecido com atraso. O sistema era também fisicamente mais volumoso e mais pesado do que se antecipava, o que fez com que não fosse tão facilmente transportado. Em 1979 a Unidade Móvel de Controlo e Relatório N.º 114 actualizou o seu sistema de radar para o Westinghouse AN/TPS-43, aumentando assim a mobilidade de capacidade táctica da RAAF. No dia 10 de Julho de 1985 a unidade inaugurou o Sistema Táctico de Defesa Aérea da RAAF (mais tarde denominado Sistema Táctico de Radar e Defesa Aérea). No dia 23 de Maio de 1990 foi atribuído à Unidade Móvel de Controlo e Relatório N.º 114 o estatuto de esquadrão, tornando-se na única unidade terrestre na força aérea a receber esta honra. O estandarte da unidade exibe honras de batalha do Pacífico (1943–45), Nova Bretanha (1943), Nova Guiné (1943–44) e Bornéu (1945). A unidade foi transferida para a Base aérea de Tindal, no Território do Norte, entre Maio e Junho de 1997, e mais tarde para a Base aérea de Darwin, em Dezembro de 1999. O AN/TPS-43 foi retirado de serviço em Setembro de 2005 e substituído pelo AN/TPS-77. Em Maio de 2007, um destacamento de 75 membros da Unidade Móvel de Controlo e Relatório N.º 114 foi enviado para o Aeroporto Internacional de Candaar, no sul do Afeganistão, utilizando o AN/TPS-77 para coordenar as operações de combate aéreo da coligação. O destacamento regressou à Austrália em Agosto de 2009. A Unidade Móvel de Controlo e Relatório N.º 114 celebrou o seu 70º aniversário em Darwin no dia 23 de Maio de 2013, e em Novembro de 2015, celebrou o 10º aniversário de serviço do AN/TPS-77.